# BRICS
BRICS [bríks] je mednarodno gospodarsko združenje, ki je sprva združevalo Brazilijo, Rusijo, Indijo, Kitajsko in Južno Afriko, od 1. januarja 2024 pa tudi Egipt, Etiopijo, Iran in Združene Arabske Emirate. Od leta 2009 se vlade držav BRICS vsako leto srečujejo na uradnih vrhunskih srečanjih. Zadnji 14. vrh BRICS-ov je 24. julija 2022 dejansko gostila Kitajska.
Pred vključitvijo Južne Afrike leta 2010 so bile prvotno v skupino združene v "BRIC" le štiri države. BRICS-i znašajo 39.746.220 km², skupno število prebivalcev pa je ocenjeno na približno 3,21 milijarde, ali približno 26,7 % svetovnega kopnega in 41,5 % svetovnega prebivalstva. Brazilija, Rusija, Indija in Kitajska so med desetimi največjimi državami na svetu po številu prebivalcev, površini in BDP.
Teh pet držav, članic skupine G20, je imelo leta 2022 skupni nominalni BDP v višini 26,6 bilijonov USD, kar je približno 26,2 % svetovnega bruto proizvoda, skupni BDP (PPP) v višini približno 51,99 bilijonov USD (32,1 % svetovnega BDP PPP) in približno 4,46 bilijonov USD skupnih deviznih rezerv (stanje leta 2018). Države BRICS so bile deležne tako pohval kot kritik številnih komentatorjev. Dvostranski odnosi med državami BRICS-ov temeljijo predvsem na nevmešavanju, enakosti in vzajemni koristi.

## Zgodovina

### Ime
Izraz »BRIC« je bil prvotno uporabljen za označevanje krajev, v katere je treba vlagati. Uveden je bil v publikaciji Building Better Global Economic BRICs, ki jo je leta 2001 objavil takratni predsednik uprave Goldman Sachs Asset Management Jim O'Neill.Uporabila ga je Roopa Purushothaman, ki je bila raziskovalna asistentka v prvotnem poročilu.
Za naložbene namene je bila na seznam gospodarstev v vzponu včasih vključena tudi Južno Afriška Republika, zaradi česar se je kratica razširila na BRICS ali BRICK.

## Vrhunska srečanja
| #   | Datum(i)                                                                               | Država gostiteljica        | Vodja gostitelj           | Lokacija                                        |
| --- | -------------------------------------------------------------------------------------- | -------------------------- | ------------------------- | ----------------------------------------------- |
| 1.  | 16. junij 2009                                                                         | Rusija                     | Dimitrij Medvedjev        | Jekaterinburg (Sevastjanov dom)                 |
| 2.  | 15..4.2010                                                                             | Brazilija                  | Luiz Inácio Lula da Silva | Brasília (Palača Itamaraty)                     |
| 3.  | 14..4.2011                                                                             | Ljudska republika Kitajska | Hu Džintao                | Sanja (Sheraton Sanya Resort)                   |
| 4.  | 29. marec 2012                                                                         | Indija                     | Manmohan Singh            | New Delhi (Taj Mahal Hotel)                     |
| 5.  | 26.–27. marec 2013                                                                     | Južna Afrika               | Jacob Zuma                | Durban (Durban ICC)                             |
| 6.  | 14.–17. julij 2014                                                                     | Brazilija                  | Dilma Rousseff            | Fortaleza (Centro de Eventos do Ceará)          |
| 7.  | 8.–9. julij 2015                                                                       | Rusija                     | Vladimir Putin            | Ufa (Kongresna dvorana)                         |
| 8.  | 15.–16. oktober 2016                                                                   | Indija                     | Narendra Modi             | Benaulim (Taj Exotica)                          |
| 9.  | 3.–5..9.2017                                                                           | Ljudska republika Kitajska | Ši Džinping               | Šjamen (Mednarodno konferenčno središče Šjamen) |
| 10. | 25.–27. julij 2018                                                                     | Južna Afrika               | Cyril Ramaphosa           | Johannesburg (Sandton Convention Centre)        |
| 11. | 13.–14..11.2019                                                                        | Brazilija                  | Jair Bolsonaro            | Brasília (Palača Itamaraty)                     |
| 12. | 21.–23. julij 2020 (preloženo zaradi pandemije COVID-19) 17..11.2020 (videokonferenca) | Rusija                     | Vladimir Putin            | Sankt Peterburg                                 |
| 13. | 9..9.2021 (videokonferenca)                                                            | Indija                     | Narendra Modi             | New Delhi                                       |
| 14. | 23. junij 2022 (videokonferenca)                                                       | Ljudska republika Kitajska | Ši Džinping               | Peking                                          |
| 15. | 22.–24. avgust 2023                                                                    | Južna Afrika               | Cyril Ramaphosa           | Johannesburg (Sandton Convention Centre)        |
| 16. | 22.–24. oktober 2024                                                                   | Rusija                     | Vladimir Putin            | Kazan                                           |
| 17. | 6.–7. julij 2025                                                                       | Brazilija                  | Luiz Inácio Lula da Silva | Rio de Janeiro                                  |
| 18. | 2026                                                                                   | Indija                     | Narendra Modi             |                                                 |